# 8543 Tsunemi
8543 Tsunemi eller 1993 XO1 är en asteroid i huvudbältet som upptäcktes den 15 december 1993 av den japanska astronomen Takao Kobayashi vid Ōizumi-observatoriet. Den är uppkallad efter Hiroshi Tsunemi.